# Johann Karl Friedrich Rosenkranz
Johann Karl Friedrich Rosenkranz (Magdeburgo, 23 aprile 1805 – Königsberg, 14 giugno 1879) è stato un filosofo tedesco.

## Biografia

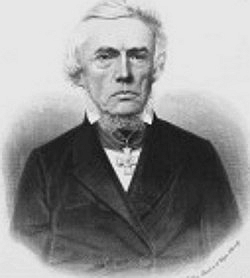
Johann Karl Friedrich Rosenkranz

Seguace di Friedrich Schleiermacher, ottiene la cattedra a Halle nel 1828 e si dedica allo studio del pensiero di Hegel, con particolare riguardo ai problemi estetici. Pubblica nel 1833 il volume intitolato Manuale di storia generale della poesia che avrà influenza su una certa fase del percorso estetico-critico di Francesco De Sanctis, promotore della sua traduzione in italiano.
Di orientamenti ambivalenti, prende posizione tanto contro la destra che contro la sinistra hegeliana dichiarandosi rappresentante di una posizione di centro. Ottiene a Königsberg la cattedra che era stata di Kant e di Herbart.
Pubblica nel 1840 Storia della filosofia kantiana, e nel 1844 il volume Vita di Hegel.
Fu, tra il 1838 e il 1841, uno dei maestri di Ferdinand Gregorovius all'Università di Königsberg.
Nel 1853 gli viene pubblicato il suo famoso trattato intitolato "L'estetica del brutto".

## Filosofia
Nel corso della sua lunga carriera accademica e in tutte le sue numerose pubblicazioni, è rimasto, nonostante occasionali deviazioni su punti particolari, fedele alla tradizione hegeliana nel suo complesso. Nella grande divisione della scuola hegeliana, lui, insieme a Michelet e altri, formava il "centro", a metà strada tra Erdmann e Gabler da un lato, e l'"estrema sinistra" rappresentata da Strauss, Feuerbach e Bruno Bauer, dall'altro.
Karl Rosenkranz fu il redattore capo delle Collected Works di Hegel, volumi 1-12 (1832-44). Pubblicò Hegel's life (1844) come supplemento a questa opera omnia. Incontrò personalmente Hegel e parlò con lui di filosofia. Rosenkranz aveva accesso ai manoscritti di Hegel, alle sue lettere e ai ricordi di studenti, familiari e conoscenti.

## Opere (selezione)

### Opere filosofiche
- Kritik der Schleiermacherschen Glaubenslehre (1836)
- Psychologie oder Wissenschaft vom subjektiven Geist (1837; 3rd edition, 1863)
- Kritische Erläuterungen des Hegelschen Systems (1840)
- Vorlesungen über Schelling (1842)
- Hegels Leben (1844)
- System der Wissenschaft (1850)
- Meine Reform der Hegelschen Philosophie (1852)
- Ästhetik des Häßlichen (Königsberg 1853). English: Aesthetics of Ugliness. A Critical Edition. Bloomsbury 2015.
- Wissenschaft der logischen Idee (1858–59), with a supplement (Epilegomena, 1862)
- Diderot's Leben und Werke (1866)
- Hegels Naturphilosophie und die Bearbeitung derselben durch Vera (1868)
- Hegel als deutscher Nationalphilosoph (1870)
- Erläuterungen zu Hegels Encyklopädie der philosophischen Wissenschaften (1871).[1]

Tra il 1838 e il 1840, Rosenkranz pubblicò un'edizione delle opere di Kant in collaborazione con F. W. Schubert, alla quale aggiunse una storia della dottrina kantiana.